# Fred (ur. 1983)
Fred, właśc. Frederico Chaves Guedes (ur. 3 października 1983 w Teofilo Otoni) – brazylijski piłkarz występujący na pozycji napastnika, reprezentant Brazylii (udział w Mistrzostwach Świata 2006) grający obecnie w Cruzeiro.

## Kariera klubowa
Fred rozpoczynał swoją karierę w klubach z Belo Horizonte. W kronikach brazylijskiej piłki zapisał się najszybciej strzelonym golem. Zdobył go dla América Mineiro w meczu z klubem Vila Nova FC podczas juniorskiego turnieju w São Paulo na 3,17 sekundy po rozpoczęciu meczu. W latach 2004/2005 zdobył dla Cruzeiro EC 24 gole w 43 meczach ligowych. Następnie przeniósł się do Europy, do zespołu mistrza Francji Olympique Lyon. W 2006 zdobył z klubem kolejny tytuł mistrzowski, występował również w ćwierćfinale Ligi Mistrzów. Ogółem dla zespołu z Lyonu zdobył 15 goli w 41 meczach. Na skutek kontuzji uda, odniesionej w meczu ligowym z Marsylią, pauzował do końca roku 2006. Następnie wywalczył ze swoim klubem dwa kolejne tytuły mistrza kraju oraz regularnie grywał w europejskich pucharach. Dla Lyonu brazylijski napastnik rozegrał łącznie 88 spotkań w Ligue 1 i strzelił 34 bramki. 26 lutego 2009 roku Fred stał się wolnym zawodnikiem. Wkrótce potem podpisał pięcioletni kontrakt z Fluminense FC W jego barwach zadebiutował 15 marca w wygranym 3:1 pojedynku z Macaé Esporte Futebol Clube, w którym strzelił dwa gole. Z klubem z Rio de Janeiro dotarł do finału Copa Sudamericana 2009, w którym Fluminense uległo ekwadorskiemu LDU Quito. W 2010 roku Fred zdobył z Fluminense mistrzostwo Brazylii. W tym sezonie Fred z powodu kontuzji wystąpił tylko w 14 spotkaniach, w których strzelił 5 bramek. Sezon 2011 Fred zakończył z Fluminense na trzecim miejscu w lidze. Indywidualnie Fred z 22 bramkami na koncie został wicekrólem strzelców. Dotychczas rozegrał w lidze brazylijskiej 128 meczów, w których strzelił 72 bramki.

## Kariera reprezentacyjna
W reprezentacji Brazylii Fred zadebiutował w zwycięskim 3:0 meczu z Gwatemalą 27 kwietnia 2005 roku. W drugim swoim występie, 12 listopada tego samego roku ze Zjednoczonymi Emiratami Arabskimi (8:0) zdobył dwie bramki w końcówce spotkania. Fred wystąpił również w meczu towarzyskim z Rosją (1:0) 1 marca 2006 roku, zdobył nawet bramkę, ale nieuznaną. Następnie został również powołany przez Carlosa Alberto Parreirę na Mistrzostwa Świata, na których zmienił Adriano w drugim meczu grupowym z Australią (2:0), w którym zdobył drugą bramkę w 90 minucie spotkania. W 2011 powrócił do reprezentacji. Został powołany do kadry na Copa América. Na turnieju w Argentynie wchodził z ławki w każdym z czterech meczów. W meczu z Paragwajem zdobył bramkę na 2-2.
W 2013 roku wywalczył z Reprezentacją Brazylii Puchar Konfederacji 2013. W finale Brazylijczycy pokonali Hiszpanów 3:0, a sam Fred zdobył w tym meczu dwie bramki. Ogółem strzelił ich 5, dzięki czemu otrzymał Srebrnego Buta.
Reprezentował swój kraj również na mundialu w 2014 r., którego Brazylia była gospodarzami. Tam, jednak wypadł dużo gorzej, a Brazylijczycy zajęli dopiero 4. miejsce. Po kontuzji gwiazdy zespołu - Neymara drużyna zaczęła grać bardzo słabo. W półfinale ulegi aż 1:7 reprezentacji Niemiec, co było największą porażką Canarinhos w historii. W meczu o trzecie miejsce zagrali tylko nieznacznie lepiej i również przegrali 0:3 z Holendrami. Na całą drużynę spadła fala krytyki, jednak Fred był jednym z głównych winowajców porażki. Przez cały turniej był bezbarwny, nieskuteczny, popełniał sporo błędów i nie potrzebnie, zbyt często próbował symulować faule rywali. W meczu otwarcia mistrzostw z Chorwatami przy stanie 1:1 udało mu się oszukać sędziego i zyskać rzut karny, po którym padł gol. Brazylia wygrała 3:1, a zawodnik został okrzyknięty „największym aktorem mistrzostw”. Po turnieju kadra była zdruzgotana psychicznie, a sam Fred postanowił zakończyć karierę w reprezentacji.
Ogółem Fred rozegrał w reprezentacji Brazylii 40 spotkań i zdobył 18 bramek. Na mundialach zdobył dwie bramki. Po tych mistrzostwach zakończył karierę reprezentacyjną.